# Maclisp
Maclisp ist ein Dialekt der Programmiersprache Lisp. Entwickelt wurde Maclisp 1966 am 
MIT im Rahmen des Project MAC. Implementierungen gab es für die Rechner PDP-6 und PDP-10 sowie für das Betriebssystem Multics.
Maclisp war Basis vieler weiterer Lisp-Dialekte (zum Beispiel ZetaLisp, S-1 Lisp). Die dadurch entstandenen Sprachvarianten waren aber inkompatibel zueinander, weshalb ab 1981 eine gemeinsame Spezifikation für einen Nachfolger von Maclisp (und dessen Varianten) entstand. Das Ergebnis dieser Arbeiten ist der Lisp-Dialekt Common Lisp, dessen ANSI-Standard 1994 veröffentlicht wurde.
Bekannte Programme, die ursprünglich in Maclisp geschrieben wurden, waren das Computer-Algebra-System Macsyma, eine Implementierung des Editors Emacs namens Multics Emacs und das Sprachanalyseprogramm SHRDLU.